# Het Nationale Ballet
Het Nationale Ballet is een Amsterdams ballet- en dansgezelschap, dat wordt gevormd door ongeveer tachtig dansers en danseressen. Het maakt sinds 2014 deel uit van het fusiegezelschap Nationale Opera en Ballet.

## Geschiedenis
Het Nationale Ballet ontstond in 1961 uit een fusie van het Amsterdams Ballet en het Nederlands Ballet van Sonia Gaskell. Het is gevestigd en geeft de meeste voorstellingen in het gebouw van de Nationale Opera en Ballet, maar het gezelschap is ook veelvuldig op tournee in binnen- en buitenland.
Van 1961 tot 1968 was danseres en choreografe Sonia Gaskell artistiek directeur. Haar opvolger Rudi van Dantzig vervulde die functie aanvankelijk samen met de mededirecteuren Robert Kaesen van 1968 tot 1970 en Benjamin Harkarvy van 1970 tot 1971. Vanaf dat jaar werd Van Dantzig artistiek directeur en hij bleef dit tot 1991. In dat jaar volgde Wayne Eagling hem op tot 2003. In dat jaar trad de huidige artistiek directeur aan, Ted Brandsen.
In 2011 vierde Het Nationale Ballet zijn vijftigjarige jubileum met een tweedaagse 'balletmarathon' in het Muziektheater te Amsterdam, met negen balletten – waaronder twee wereldpremières – naar een idee van de kostuum- en decorontwerper Keso Dekker.

## Uitvoeringen
Het Nationale Ballet brengt een mix van klassiek-romantische, en neoklassieke choreografieën, maar ook modern en eigentijds werk. Jaarlijks brengt het twee à drie 'klassiekers' uit, variërend van succesvolle, bestaande interpretaties (Les Sylphides, Doornroosje, Assepoester, Onegin), tot nieuwe, speciaal voor het gezelschap ontwikkelde producties (Romeo en Julia, Het zwanenmeer, De notenkraker, Muizenkoning, Coppelia, Giselle).
Daarnaast laat Het Nationale Ballet zijn publiek kennismaken met hoogtepunten van het twintigste-eeuwse ballet en geeft het ruim baan aan hedendaagse choreografen. De programma's worden muzikaal begeleid door de musici van Het Balletorkest.
- A la russe, 2011 (trailer)
- Timelapse (Mnemosyne), 2011 (trailer)
- Sylvia, 2011 (trailer)

## Interdisciplinaire samenwerkingen
In 2014 werkte het Nationaal Ballet mee aan de ontwikkeling van Bounden, de eerste spelapplicatie voor smartphones waarbij de spelers dansbewegingen moeten uitvoeren.

## Bekende choreografen
- Rudi van Dantzig
- Hans van Manen
- Toer van Schayk

## Bekende dansers
- Michaela DePrince
- Han Ebbelaar
- Benjamin Feliksdal
- Olga de Haas
- Marianne Hilarides
- Igone de Jongh
- Henny Jurriëns
- Reinbert Martijn
- Alexandra Radius
- Milena Sidorova
- Olga Smirnova
- Golan Yosef